# Vereniging Open Source Nederland
Vereniging Open Source Nederland (VOSN) is een vereniging die het gebruik van opensourcesoftware in Nederland stimuleert.
Het VOSN is eind 2005 opgeheven. Het bestuur van de VOSN heeft de leden gevraagd akkoord te gaan met de opheffing en de leden geadviseerd zich vervolgens aan te melden bij Holland Open.
Formeel is de VOSN echter nooit opgeheven bij de Kamer van Koophandel, evenals de bankrekening. In 2025 is er een nieuw bestuur aangetreden en heeft de statuten en bankrekening overgenomen. In een eerste algemene ledenvergadering is het originele bestuur bedankt en is besloten de vereniging door te zetten onder de naam DOSBA (Dutch Open Source Business Alliance), mede omdat de originele domeinnaam niet meer beschikbaar was. 
DOSBA is gelijk lid geworden van APELL (Association Professionnelle Européenne du Logiciel Libre), een Europese paraplu van nationale business alliances. 